# Грушина, Алина Давыдовна
Алина Давыдовна Грушина (Акобия) (укр. Аліна Давидівна Грушина (Акобія); 5 августа 1999, Глобино, Полтавская область, Украина) — украинская спортсменка, борец вольного стиля. Двукратная чемпионка Европы 2022 года (Будапешт) и 2023 года (Зареб), серебряный  призёр чемпионата мира 2022 года.

## Биография
На международных соревнованиях выступает с 2015 года. Призёр чемпионатов мира и Европы среди спортсменов младше 23-х лет.
На чемпионате мира среди спортсменов не старше 23-х лет в 2019 году в городе Будапеште, в весовой категории до 57 кг, завоевала серебряную медаль.
В феврале 2020 года на чемпионате континента в итальянской столице, в весовой категории до 57 кг Алина в схватке за золотую медаль уступила спортсменке из Норвегии Грейс Буллен и завоевала серебряную медаль взрослого чемпионата Европы.
На чемпионате Европы 2021 года, который проходил в апреле в Варшаве, в весовой категории до 57 кг, украинская спортсменка завоевала бронзовую медаль. Победительница Первенства мира среди борцов до 23 лет 2021. В 2022 году стала чемпионкой Украины.